# Vultur cu cap roșu
Vulturul cu cap roșu (Sarcogyps calvus) este o specie de vulturi de talie medie, aflat pe cale critică de dispariție⁠(d). Este singura specie din genul Sarcogyps.

## Descriere
Este un vultur de talie medie, cu o lungime de 76 până la 86 cm, o greutate de 3,5-6,3 kg și o anvergură a aripilor de aproximativ 1,99-2,6 metri. Are un cap gol proeminent: roșu închis spre portocaliu la adult, roșu mai pal la pui. Are corpul negru, cu o bandă gri deschis la baza penelor de zbor. Sexele diferă în ceea ce privește culoarea irisului: masculii au un iris mai palid, albicios, în timp ce la femele acesta este maro închis.
Vulturul cu capul roșu este foarte asemănător ca aspect cu ruda sa mai mare, vulturul nubian din Africa și Arabia, fiind chiar plasat istoric în genul Torgos.

## Galerie

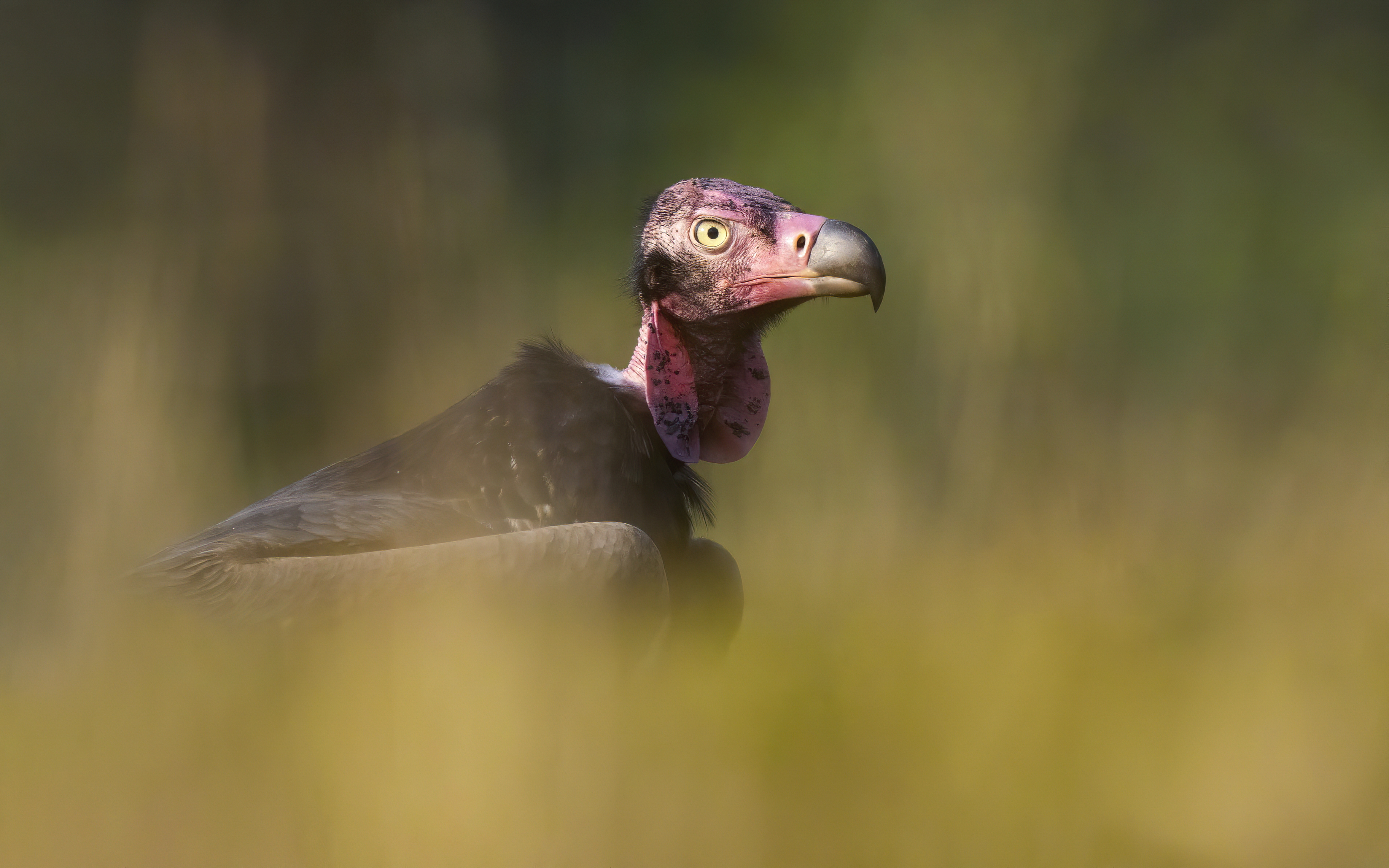
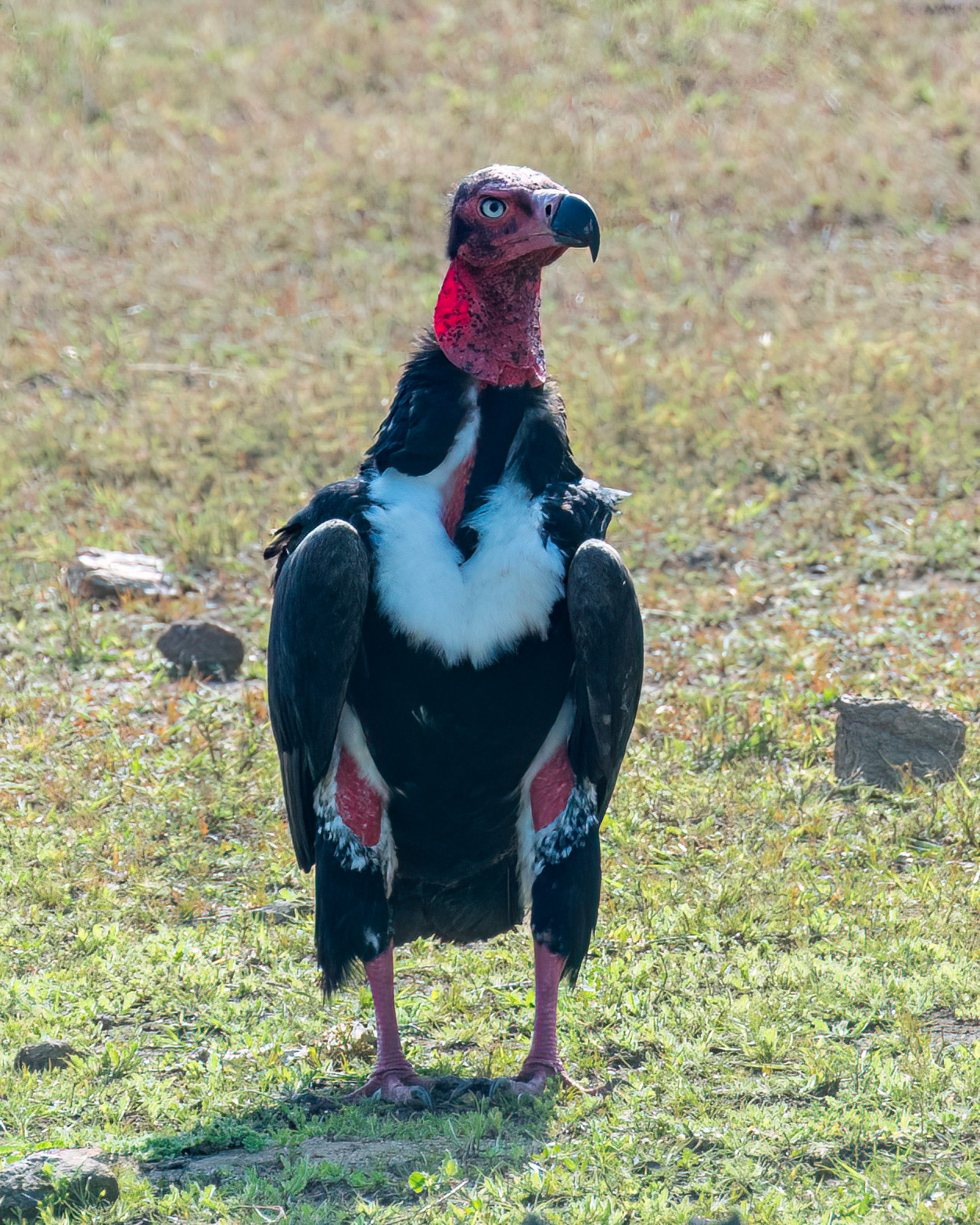